# تیاگو کاوالکانتی
تیاگو کاوالکانتی (به پرتغالی: Tiago Fernandes Cavalcanti) مهاجم اهل برزیل است که در شهر Mirassol و در تاریخ ۵ سپتامبر ۱۹۸۴ به دنیا آمده‌است.
تیاگو کاوالکانتی در تیم‌های فوتبال Mirassol سابقهٔ حضور دارد.